# Kuźminki
Kuźminki (ros. Кузьминки) – stacja moskiewskiego metra linii Tagańsko-Krasnopriesnieńskiej (kod 112). Stację nazwano od pobliskiej dzielnicy Kuźminki (Południowo-wschodni okręg administracyjny Moskwy). Wyjścia prowadzą na ulice Wołgogradskij Prospekt, Marszala Czujkowa (marszałka Czujkowa), Zielonodolskaja i Żygulewskaja.

## Wystrój
Stacja jest trzykomorowa, jednopoziomowa, posiada jeden peron. Stacja posiada dwa rzędy 40 kolumn pokrytych białym marmurem. Ściany nad torami obłożono czerwonymi i kremowymi glazurowanymi płytkami ceramicznymi i ozdobiono aluminiowymi płaskorzeźbami przedstawiającymi dzikie zwierzęta. Podłogi wyłożono szarym i czerwonym granitem.